# Kyoko vs Yuki
Kyoko vs Yuki (最強女子コーセー伝説: キョーコVSゆき?, Saikyō joshikōsē densetsu: Kyōko vs Yuki) è un film del 2000, scritto e diretto da Daisuke Yamanouchi. Appartiene al V-Cinema, essendo uscito direttamente per il mercato home video.

## Trama
Kyoko è una liceale killer, appartenente a una misteriosa organizzazione. Dopo aver superato l'esame finale, consistente nell'uccidere a mani nude uno yakuza di poco conto, Kyoko viene incaricata di uccidere un altro yakuza e di recuperare una valigetta contenente soldi e droga.
Lo yakuza in questione si sta intrattenendo con Yuki, una prostituta che improvvisamente lo aggredisce e lo immobilizza a terra, legandolo, quindi chiama la sua amante Maki. Le due hanno un rapporto sessuale, quindi scappano con la valigetta, incrociando Kyoko. Questa si reca dallo yakuza e lo trova legato. Dopo aver ottenuto le informazioni che voleva, Kyoko uccide lo yakuza, e si mette sulle tracce di Yuki e Maki.
Maki sta intrattenendo una donna obesa, quando irrompe nella stanza Kyoko, che uccide la donna e interroga Maki, quindi la aggredisce. Una volta trovata Yuki, Kyoko inizia con lei un furioso combattimento, durante il quale le viene tranciata una mano. Kyoko recupera l'arto e fugge. Dopo aver costruito una sorta di artiglio, Kyoko ritrova Yuki e le due si scontrano a lungo. Yuki riesce a infilzare il volto di Kyoko con un ombrello, quindi le appare davanti Maki, che le dice di non essere stata uccisa. Le due si scambiano un bacio appassionato, proprio mentre Kyoko si rialza, pronta a combattere nuovamente.